# 안토니 카메링

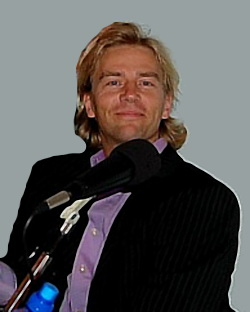

안토니 카메를링(Antonie Kamerling, 네덜란드어 발음: [ˈɑntoːni ˈkaːmərlɪŋ], 1966년 8월 25일 ~ 2010년 10월 6일)은 네덜란드 왕국의 가수, 배우이다.
아른험에서 태어났다.
2010년 10월 6일 향년 44세 나이에 스스로 생을 마감하였다.

## 출연 작품

### 영화
- 스위트 룸 (1994, Suite 16)
- Het 14e kippetje (1998)
- 소울 어쌔신 (2001)
- 마인드헌터 (2004)
- 엑소시스트 4 - 비기닝 (2004) - 케슬 역
  - 엑소시스트 5 - 오리지널 프리퀄 (2005)
- 파이브 핑거스 (2006)
- Budapest (2009)
- New Kids Turbo (2010)